# Microsoft Japan

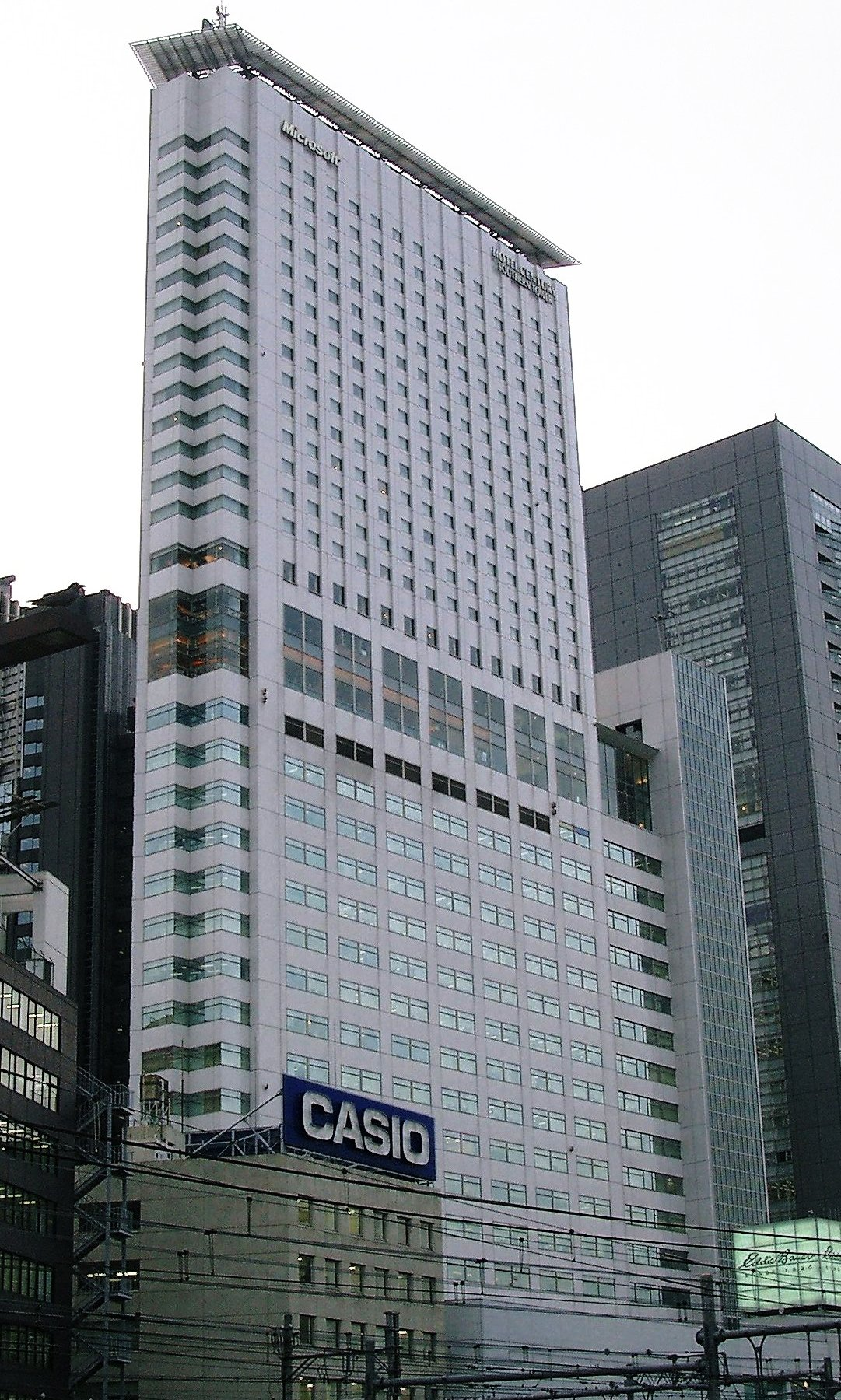
Microsoft do Japão, o ex-chefe do escritório em Odakyu Sul da Torre.

A Microsoft Japan, oficialmente, Microsoft Japan Company, Limited (日本マイクロソフト株式会社, Nihon Maikurosofuto Kabushiki Kaisha) (日本マイクロソフト株式会社, Nihon Maikurosofuto Kabushiki Kaisha?), é uma subsidiária da Microsoft sediada no Japão. A sua sede está em Shinagawa distrito de Tóquio.

## Eventos
- 13 de maio de 2005 - Yoshihiro Maruyama apresentou o Xbox 360 para o público.

## Patrocínio
A partir de 2004 a 2009, a empresa patrocinou a Microsoft Copa, um torneio de rugby disputado pelas melhores  equipas japonesas de Top League.